# Боргино
Бо́ргино — деревня в Вындиноостровском сельском поселении Волховского района Ленинградской области.

## История

### Дореволюционная Россия
Впервые упоминается в Писцовой книге Водской пятины 1500 года как деревня Боргино «в Михайловском погосте на Пороге Ладожского уезда».
На карте Санкт-Петербургской губернии Ф. Ф. Шуберта 1834 года она обозначена как деревня Воргино, состоящая из 30 крестьянских дворов.

БОРГИНО — деревня принадлежит Казённому ведомству, число жителей по ревизии: 80 м. п., 92 ж. п. (1838 год)

На карте профессора С. С. Куторги 1852 года отмечена деревня Боргино из 30 дворов.

БОРГИНО — деревня Ведомства государственного имущества, по просёлочной дороге, число дворов — 40, число душ — 90 м. п. (1856 год)

БОРГИНО — деревня казённая при колодцах, число дворов — 30, число жителей: 93 м. п., 110 ж. п. (1862 год)

Сборник Центрального статистического комитета описывал её так:

БОРГИНА (ВОРГИНА) — деревня бывшая государственная, дворов — 49, жителей — 203; лавка. (1885 год)

В конце XIX — начале XX века деревня административно относилась к Михайловской волости 1-го стана Новоладожского уезда Санкт-Петербургской губернии.

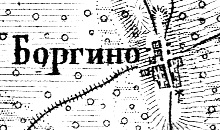
Деревня Боргино на карте 1915 года

Согласно военно-топографической карте Петроградской и Новгородской губерний издания 1915 года на южной окраине деревни находилась ветряная мельница.
С 1917 по 1919 год деревня Боргино входила в состав Михайловской волости Новоладожского уезда.

### СССР
С 1919 года в составе Боргинского сельсовета Пролетарской волости.
С 1923 года в составе Морозовского сельсовета Волховского уезда.
С 1924 года в составе Порожского сельсовета.
Согласно данным переписи населения СССР 1926 года в деревне Боргино проживали 332 человека — большинство русские, а также татары.
С 1927 года в составе Волховского района.
В 1928 году население деревни Боргино составляло 333 человек.
По данным 1933 года деревня Боргино входила в состав Порожского сельсовета Волховского района.

План деревни Боргино. 1941 год

Согласно топографической карте РККА 1941 года деревня насчитывала 61 двор. На северной окраине деревни располагалась школа.
С 1958 года в составе Волховского сельсовета.
В 1961 году население деревни Боргино составляло 196 человек.
По данным 1966, 1973 и 1990 годов деревня Боргино также входила в состав Волховского сельсовета.

### Российская Федерация
В 1997 году в деревне Боргино Вындиноостровской волости проживали 12 человек, в 2002 году — 21 человек (все русские).
В 2007 году в деревне Боргино Вындиноостровского СП — также 12 человек.

## География
Деревня расположена в юго-западной части района на автодороге 41К-395 (Бороничево — Боргино) к юго-западу от районного центра, города Волхов.
Расстояние до административного центра поселения — 14 км.
К северу от деревни проходит железнодорожная линия Волховстрой I — Мга.
Расстояние до ближайшей железнодорожной станции Волховстрой I — 5 км.

## Демография
| 1862 | 2002 | 2007 | 2010 | 2017 |
| ---- | ---- | ---- | ---- | ---- |
| 203  | ↘21  | ↘12  | ↗14  | ↗18  |

### Национальный состав
Согласно данным Всероссийской переписи населения 2021 года в деревне проживали 29 человек, все русские.

## Достопримечательности
- Часовня Николая Чудотворца, деревянная, 2018 года постройки[25].